# Četiri begunca
Četiri begunca јe epizoda seriјala Mali rendžer (Kit Teler) obјavljena u Lunov magnus stripu #258. Epizoda јe premijerno u bivšoj Jugoslaviji objavljena u 24. juna 1977. godine. Koštala je 10 dinara (0,54 $; 1,29 DEM). Epizoda je imala 123 strane. Nakon nje objavljen su stripovi Velika potrera i Špageti. Izdavač јe bio Dnevnik iz Novog Sada. Autor korica nije poznat. 

## Premijerno izdanje
Ova sveska je premijerno objavljena u Italiji kao #113 pod nazivom Gli sbandati u aprilu 1973. godine.

## Kratak sadržaj
Prolog. Na samom kraju Građanskog rata u Americi (1861-1865), južnjačka vojska počela je da gubi rat. Nekoliko južnjačkih vojnika, koji su sa sobom vukli zapregu sa novcem u zlatnicima i srebrnjacima u sanducima za dalje ratovanje, našlo se iza linija fronta i odlučilo da se ne vraća na front. Sedmorica vojnika sakrivaju novac u pećinu i odlučili da mu se vrate kada se rat završi. Prethodno su se zakleli na Bibliju da nikome neće reći šta su uradili.
Sadašnje vreme. U proleće 1874. Kit poslom dolazi Načez (Natchez), u državi Misisipi. Tamo nailazi na grupu belaca koji tuku crnca. Kit spašava crnca po imenu Sammy Rook, ali mu on beži u mračnim ulicama. Kit nastavlja da putuje dalje kočijom do utvrđenja u Teksasu. U mestu Red Rivera napadaju trojica nepoznatih ljudi koji pokušavaju da mu skinu čizme. Kit sapašavaju ostali putnici i on se bezbedno vraća u utvrđenje. Za to vreme grupa konfederalnih vojnika jaše dalje na Sever, pronalazi civilnu uniformu i dolazu u mesto na Severu gde traže hranu i smeštaj. Dečak po konjima prepoznaje da se radi o bivšim vojnicima poražene južnjačke vojske što meštane podstiče da ih najure iz mesta. Nakon duge potere, ostalo je četiri Južnjaka. Njih počinje da prati nepoznati čovek izrazitih brkova i brade koji ubija jednog od njijh. Trojica Južnjaka nastavljaju dalje i odlučuju da se vrate po novac na mesto gde su ga ostavili. Nekoliko meseci kasnije, Kit u utvrđenju dobija pismo od Sammy Rooka i zajedno sa Frenkijem kreće nazad u Načez da ga pronađu. Tamo nalaze njegvoog brata i sestru koji ih obaveštavaju da je Sammy umro ali im je ostavio čizme. U peti čizama Frenki nalazi parče mape na kome se nalazi obeleženo mesto Sijera del sol, Bele vode (Augua Balnca), što je jezero u Teksasu.

## Istorijski kontekst
Uvodni deo epizode se dešava na kraju Građanskog rata u Americi (1866). Od značajnih događaja pominje se Linkolnovo obraćanje u Getisburgu iz 1863. i njegovo ubistvo iz 1865. Za početak radnje se uzima 1874. godina, kada Kit dolazi u Misisipi.

## Repriza ove epizode
Epizodaje reprizirana u serijalu Mali rendžer If edizione u #57. U Italiji se ova sveska pojavila u februaru 2017, a hrvatrski prevod objavljen je krajem 2023. godine pod nazivom Odmentnuti. Imala je 224 strane. U Srbiji epizode Kit Telera još uvek nisu reprizirane.

## Prethodna i naredna sveska
Prethodna sveska Malog rendžera u LMS nosila je naziv Tajna jezera Bjukena (LMS-255), a naredna Pregršt pepela (LMS-259).